# پلچه
پْلُچه (به کرواتی: Ploče) شهری در ایالت دوبروونیک-نرتوا کشور Croatia است که جمعیت آن در سال ۲۰۱۱ میلادی ۱۰٬۴۷۲ نفر بوده‌است.